# Индустријска зона ле Форкате (Порденоне)
Индустријска зона ле Форкате је насеље у Италији у округу Порденоне, региону Фурланија-Јулијска крајина.
Према процени из 2011. у насељу је живело 72 становника. Насеље се налази на надморској висини од 60 м.